# راهگذر چین قزاقستان ایران

چین، کرهٔ جنوبی و ژاپن به رنگ قرمز و اعضای بانک سرمایه‌گذاری زیربنایی آسیا به رنگ نارنجی و شش شاهراه اقتصادی به رنگ سیاه و آبی

کریدور یا دالان اقتصادی ایران-قزاقستان-چین، قسمتی از طرح سرمایه‌گذاری در زیربناهای اقتصادی راه ابریشم جدید است که سین‌کیانگ چین را از قزاقستان، قرقیزستان، ازبکستان و ترکمنستان به ایران و در امتداد آن به اروپا متصل خواهد کرد. این کریدور از کشور چین آغاز شده و از طریق خط ریلی چین-قزاقستان به بندر آق‌تاو در این کشور می‌رسد و با طی مسیر در دریای خزر به بندر کاسپین متصل می‌شود. مسیر ترانزیتی چین (اروم‌چی)، قزاقستان (بندر آکتائو)، ایران (بندر کاسپین)، مسیری که کمک خواهد کرد صادرات کالا به روسیه، لهستان و شمال اروپا با سرعت بیشتری انجام شود.
سرمایه‌گذاری در بخش حمل‌ونقل با هدف تبدیل ایران به تقاطع کریدورهای بین‌المللی یکی از ضرورت‌های این مقطع از تاریخ ایران است. اقدام مهمی که افزون‌بر تقویت مزیت‌های ترانزیتی این سرزمین و به تبع آن، ایجاد وابستگی میان کشورهای منطقه و جهان، به ایران، ایجاد اشتغال در میان نیروهای انسانی داخلی ایران، ترویج فرهنگ ایرانی و نمایش امنیت این کشور به دیگر کشورهای جهان، درآمدی را نیز، وارد کشور ایران خواهد کرد.
با راه‌اندازی این کریدور بین‌المللی حمل و نقل ترکیبی چین-قزاقستان-ایران، ضمن افزایش ظرفیت مبادلات تجاری بین کشورهای حاشیهٔ دریای خزر، امکان کاهش زمان حمل و هزینه‌های مبادلات نیز محقق شد.

## مسیر کریدور
این کریدور اقتصادی از ارومچی چین آغاز می‌شود، با رسیدن به قزاقستان و سپس مهم‌ترین بندر این کشور، «آکتائو»، به بندر انزلی می‌رسد که یکی از مهم‌ترین مأموریت‌های این بندر ترانزیت است؛ این بندر قرار است با مذاکرات انجام شده، به مرکز ترانزیت محصولات صادراتی قزاقستان و روسیه تبدیل شود.

## پیشینه و مسائل مرتبط
راه زمینی جادهٔ ابریشم از چین و کشورهای جنوب شرقی آسیا شامل اندونزی و ویتنام آغاز می‌شود و با عبور از کشورهای هند، پاکستان، آسیای میانه، ایران و ترکیه در آسیا امتداد و تا کشورهای اروپای شرقی و ایتالیا ادامه می‌یابد. همچنین راه دریایی جادهٔ ابریشم نیز از آسیای جنوب شرقی آغاز شده و در ادامه از اقیانوس هند، شرق آفریقا، دریای سرخ، و با عبور از کانال سوئز، دریای مدیترانه تا ایتالیا و اسپانیا ادامه می‌یابد.
جغرافی‌دان بریتانیایی، هالفورد مکیندر، در آغاز سدهٔ بیستم می‌گوید یک قدرت که بتواند مسیرهای تجارت و حمل و نقل اروپا، آسیا و آفریقا را در قالب یک «جزیرهٔ جهانی» درآورد، آماده است که به یک قدرت مسلط جهانی بدل شود.
ایالات متحده در دورهٔ باراک اوباما برای مهار قدرت تجاری چین در شرق آسیا و اقیانوسیه طرح شراکت ترنس-پسیفیک (TPP) را ایجاد کرد، بر اساس طرح آمریکایی جادهٔ ابریشم زیرساخت‌های روسیه (جاده‌ها، خطوط آهن و خطوط انتقال انرژی) به کشورهای آسیای مرکزی و پس از آن به افغانستان، پاکستان و هند متصل می‌شوند. این طرح سعی داشت با بیرون نگاه داشتن ایران و نادیده انگاشتن اهمیت ژئوپلیتیک و ژئواستراتژیک آن به نوعی از ایفای نقش ایران در منطقه بکاهد و راه‌های جدیدی را برای دسترسی به شرق پایه‌گذاری کند؛ و در مقابل چین نیز طرح راه ابریشم جدید را ارائه داد؛ ابرپروژهٔ راه ابریشم جدید چین برای نخستین بار در سال ۲۰۱۳ توسط شی جنیگ پین رهبر جمهوری چین طی سخنرانی در دانشگاه نظربایف قزاقستان مطرح شد که با تکمیل این پروژه، تبت و سین‌کیانگ، دو منطقه تنش‌خیز چین با بافت قومیتی متفاوت که دهه‌ها است خواستار خودمختاری هستند، در ساختار اقتصاد این کشور هضم خواهند شد و همین امر، چالش‌های امنیتی پکن را تا حد قابل ملاحظه‌ای کاهش خواهد داد، و همچنین برگ برندهٔ دیگری در دستان پکن قرار خواهد داد تا الگوی حکومتداری مطلوب خود را، که توسعه‌محور، دولتی و بدون اتکا به نهادهای دموکراتیک باشد در مقابل الگوی لیبرال دموکرات غربی، ترویج کند. اما از سوی دیگر ایالات متحده با تقویت اتحادش با بلوک‌های سرمایه‌داری در اقتصاد چین، ممکن است علیه این طرح اقدام کند، تا بتواند بر خط مشی توسعهٔ آتی چین اثر بگذارد، همین حالا نیز ممکن‌است تضاد منافع میان نهادهای حکومتی مختلف در چین، مانند وزارت خارجه و اقتصاد، بر سر برخی پروژه‌ها، روند پیشرفت این طرح کلان را با اختلال مواجه کند. از دیگر چالش‌های طرح مخالفت روسیه است. روسیه همسایه چین، که در میانهٔ شرق و غرب واقع شده‌است برای حفظ منافع خود دربارهٔ سود و ضررهای احتمالی اجرای پروژه حساس است. روسیه تلاش می‌کند تا در تأمین امنیت منطقهٔ آسیای مرکزی نقش محوری ایفا نماید و این مسئله برای روسیه بسیار نگران‌کننده است. یکی از صاحب نظران روسی به نام دیمیتری پاپف سیاست درست را مخالفت با طرح می‌داند و تعارضات فرامنطقه به خصوص رقابت دیرینهٔ روسیه و ایالات متحدهٔ آمریکا و مخالفت این کشورها با گسترش نفوذ چین در این مناطق از دیگر موانع این طرح است که طرح جادهٔ ابریشم با آن مواجه است. هند نیز به علت تعارض سیاسی با پاکستان، به‌خصوص عبور دالان اقتصادی پاکستان–چین از سرزمین مورد مناقشهٔ کشمیر، نسبت به آن موضعی منفی اتخاذ کرده‌است و آن را تهدید حاکمیت سرزمینی خود می‌بیند. برخی تحلیلگران نیز پیش‌بینی می‌کنند که «جنوب اروپا»، تبدیل به پایگاهی برای چین شود که از آنجا محصولات ساخت خودش را نه فقط به داخل قارهٔ سبز، بلکه به بازارهای نوظهوری مانند شرق مدیترانه و خاورمیانه نیز صادر کند؛ و در همین راستا نیز، رأی منفی یونان را که مانع از صدور بیانیهٔ اتحادیهٔ اروپا علیه نقض حقوق بشر در چین شد، معنا می‌کنند.

### نقش ایران در راه ابریشم جدید
ابتکار کمربند-راه چین از طریق مسیرهای پیشنهادی زیر می‌تواند در مسیر شرق به غرب از چین به سمت اروپا امتداد یابد:
1. اتصال بنادر چین از طریق دریا به بنادر جنوبی کشور به ویژه بندر چابهار در دریای عمان و در ادامهٔ اتصال آن به اروپا، آسیای میانه و قفقاز
2. مسیر ریلی چین - قزاقستان - ترکمنستان - ایران - ترکیه - اروپا
3. مسیر چین - قزاقستان - قرقیزستان - ازبکستان - ترکمنستان - ایران - ترکیه - اروپا
4. مسیر چین - قرقیزستان - ازبکستان - ترکمنستان - ایران - ترکیه - اروپا

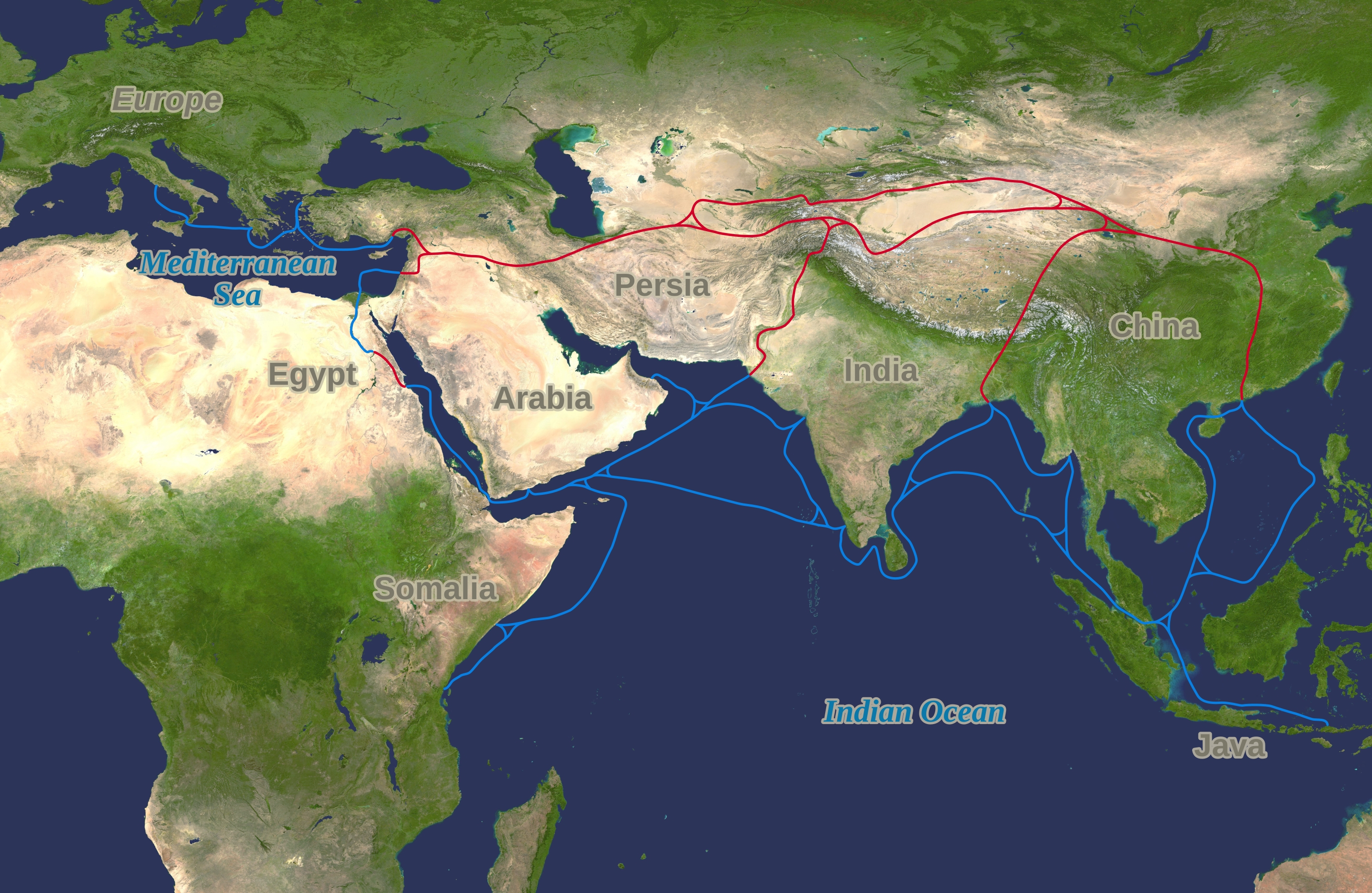
مسیر زمینی و مسیر دریایی جادهٔ ابریشم در سده‌های میانه.

#### مسیرهای آتی
در ادامه می‌توان به این نکته اشاره داشت که در صورت سرمایه‌گذاری در پروژه‌های نیمه تمام و همچنین فراهم آوردن زیرساخت ریلی و جاده‌ای مناسب در کشورهای حوزهٔ آسیای مرکزی و افغانستان طرح ابتکار کمربند-راه می‌تواند از مسیرهای دیگری همچون موارد زیر گذشته و پس از عبور از خاک ایران به سمت اروپا امتداد یابد؛ و این مسیرها عبارتند از:
1. مسیر چین- قزاقستان- قرقیزستان- ازبکستان- افغانستان- ایران- ترکیه- اروپا
2. مسیر چین- قرقیزستان- ازبکستان- افغانستان- ایران- ترکیه- اروپا
3. مسیر چین- قرقیزستان- تاجیکستان- افغانستان- ایرانKTAI+China ترکیه-اروپا